# NEA Handbal
NEA Handbal is een Nederlandse handbalclub uit het Noord-Hollandse Ouderkerk aan de Amstel. Van 2000 tot 2006 speelde het eerste damesteam van NEA in de eredivisie.
In 2019 werd de A1 van NEA Nederlands kampioen beachhandbal.